# Timo Hübers
Timo Bernd Hübers (Hildesheim, 20 luglio 1996) è un calciatore tedesco, difensore del Colonia.

## Biografia
La sera del 11 marzo 2020 diventa il primo calciatore tedesco a risultare positivo al tampone della COVID-19.

## Carriera
Cresciuto nel settore giovanile dell'Hannover 96, ha esordito tra i professionisti con il 1. FC Colonia II nella stagione 2015-2016, collezionando 21 presenze e una rete.
Nel 2016 è tornato all'Hannover 96 II, disputando 17 partite e segnando un gol. Dal 2017 al 2021 è stato promosso stabilmente in prima squadra, con 37 presenze e 3 reti in Bundesliga e 2. Bundesliga.
Nel 2021 è rientrato brevemente nella seconda squadra del 1. FC Colonia, disputando una sola partita, prima di entrare stabilmente nell'organico della prima squadra del Colonia, con cui ha superato le 100 presenze in Bundesliga.

## Statistiche

### Presenze e reti nei club
Statistiche aggiornate al 23 febbraio 2025.
| Stagione              | Squadra               | Campionato            | Campionato | Campionato | Coppe nazionali | Coppe nazionali | Coppe nazionali | Coppe continentali | Coppe continentali | Coppe continentali | Altre coppe | Altre coppe | Altre coppe | Totale | Totale | Totale |
| Stagione              | Squadra               | Comp                  | Pres       | Reti       | Comp            | Pres            | Reti            | Comp               | Pres               | Reti               | Comp        | Pres        | Reti        | Pres   | Reti   |        |
| --------------------- | --------------------- | --------------------- | ---------- | ---------- | --------------- | --------------- | --------------- | ------------------ | ------------------ | ------------------ | ----------- | ----------- | ----------- | ------ | ------ | ------ |
| 2015-2016             | Colonia II            | RL                    | 21         | 1          | -               | -               | -               | -                  | -                  | -                  | -           | -           | -           | 21     | 1      |        |
| 2016-2017             | Hannover 96 II        | RL                    | 2          | 0          | -               | -               | -               | -                  | -                  | -                  | -           | -           | -           | 2      | 0      |        |
| 2017-2018             | Hannover 96 II        | RL                    | 15         | 1          | -               | -               | -               | -                  | -                  | -                  | -           | -           | -           | 15     | 1      |        |
| Totale Hannover 96 II | Totale Hannover 96 II | Totale Hannover 96 II | 17         | 1          |                 | -               | -               |                    | -                  | -                  |             | -           | -           | 17     | 1      |        |
| 2017-2018             | Hannover 96           | BL                    | 5          | 0          | CG              | 0               | 0               | -                  | -                  | -                  | -           | -           | -           | 5      | 0      |        |
| 2018-2019             | Hannover 96           | BL                    | 0          | 0          | CG              | 0               | 0               | -                  | -                  | -                  | -           | -           | -           | 0      | 0      |        |
| 2019-2020             | Hannover 96           | 2L                    | 12         | 1          | CG              | 0               | 0               | -                  | -                  | -                  | -           | -           | -           | 12     | 1      |        |
| 2020-2021             | Hannover 96           | 2L                    | 20         | 2          | CG              | 2               | 1               | -                  | -                  | -                  | -           | -           | -           | 22     | 3      |        |
| Totale Hannover       | Totale Hannover       | Totale Hannover       | 37         | 3          |                 | 2               | 1               |                    | -                  | -                  |             | -           | -           | 39     | 4      |        |
| 2021-2022             | Colonia II            | RL                    | 1          | 0          | -               | -               | -               | -                  | -                  | -                  | -           | -           | -           | 1      | 0      |        |
| Totale Colonia II     | Totale Colonia II     | Totale Colonia II     | 22         | 1          |                 | -               | -               |                    | -                  | -                  |             | -           | -           | 22     | 1      |        |
| 2021-2022             | Colonia               | BL                    | 20         | 1          | CG              | 3               | 0               | -                  | -                  | -                  | -           | -           | -           | 23     | 1      |        |
| 2022-2023             | Colonia               | BL                    | 29         | 3          | CG              | 1               | 0               | UECL               | 7                  | 1                  | -           | -           | -           | 37     | 4      |        |
| 2023-2024             | Colonia               | BL                    | 31         | 0          | CG              | 2               | 0               | -                  | -                  | -                  | -           | -           | -           | 33     | 0      |        |
| 2024-2025             | Colonia               | 2L                    | 21         | 3          | CG              | 4               | 0               | -                  | -                  | -                  | -           | -           | -           | 25     | 3      |        |
| Totale Colonia        | Totale Colonia        | Totale Colonia        | 101        | 7          |                 | 10              | 0               |                    | 7                  | 1                  |             | -           | -           | 118    | 8      |        |
| Totale carriera       | Totale carriera       | Totale carriera       | 177        | 12         |                 | 12              | 1               |                    | 7                  | 1                  |             | -           | -           | 196    | 14     |        |

## Palmarès
- Campionato tedesco di seconda divisione: 1

Colonia: 2024-2025